# Timonius vaccinioides
Timonius vaccinioides är en måreväxtart som beskrevs av Herbert Fuller Wernham och Henry Nicholas Ridley. Timonius vaccinioides ingår i släktet Timonius och familjen måreväxter. Inga underarter finns listade i Catalogue of Life.